# リーガ・エスパニョーラ1943-1944
この項目では、1943-1944年シーズンのリーガ・エスパニョーラ (ラ・リーガ、プリメーラ・ディビシオン)について述べる。
リーガ・エスパニョーラ1943-1944は、スペインのプロサッカーリーグ、リーガ・エスパニョーラの13回目のシーズンである。
1943年9月26日に開幕し、1944年4月9日に閉幕。バレンシアCFが2年ぶり2回目の優勝を決めた。

## レギュレーション
- 14チームによるH＆A2回戦総当たり・全26節。勝ち点配分は勝利2・引分け1・敗北0。勝ち点が並んだ時の順位決定法に変化なし。
- プリメーラ・ディビシオン13位・14位はセグンダ・ディビシオン1位・2位と自動的に入れ替え。
- プリメーラ・ディビシオン11位・12位はセグンダ・ディビシオン3位・4位と中立地で1試合制の入れ替え戦を行う。組み合わせはタスキ掛け。

## 1943-1944年シーズンの昇降格
| セグンダ・ディビシオンへ降格                         | プリメーラ・ディビシオンへ昇格                                                                      |
| ---------------------------------------------------- | --------------------------------------------------------------------------------------------------- |
| サラゴサCF(13位) レアル・ベティス・バロンピエ (14位) | セントロ・デ・デポルテス・サバデル・クルブ・デ・フトボル (1位) レアル・ソシエダ・デ・フトボル (2位) |

## 1943-1944年シーズンのリーガ・エスパニョーラのチーム
| クラブチーム                         | ホームタウン                 | スタジアム             | 監督                                                                            |
| ------------------------------------ | ---------------------------- | ---------------------- | ------------------------------------------------------------------------------- |
| アトレティコ・デ・ビルバオ           | ビルバオ                     | サン・マメス           | フアン・ウルキス                                                                |
| クルブ・アトレティコ・アビアシオン   | マドリード                   | メトロポリターノ       | リカルド・サモラ                                                                |
| CFバルセロナ                         | バルセロナ                   | ラス・コルツ           | ジョアン・ジョゼップ・ノゲス                                                    |
| CDカステリョン                       | カステリョン・デ・ラ・プラナ | アル・ゼイキオール     | エミリオ・ビダル                                                                |
| RCセルタ・デ・ビーゴ                 | ビーゴ                       | バライードス           | バルタサール・アルベニス                                                        |
| RCデポルティーボ・デ・ラ・コルーニャ | ア・コルーニャ               | パルケ・デ・リアソール | ラモン・ラフエンテ                                                              |
| RCDエスパニョール                    | バルセロナ                   | サリア                 | パレ・ズレー・イ・ジューヌーイ →クリサン・ブースチュ+ ピトゥス・プラット (共同) |
| グラナダCF                           | グラナダ                     | ロス・カルメネス       | イシュトバーン・プラットコ                                                      |
| レアル・オビエドCF                   | オビエド                     | ブエナビスタ           | マヌエル・メアナ                                                                |
| レアル・マドリードCF                 | マドリード                   | チャマルティン         | ラモン・エンシナス                                                              |
| レアル・ソシエダ・デ・フトボル       | サン・セバスティアン         | アトーチャ             | ベニート・ディアス                                                              |
| セントロ・デ・デポルテス・サバデルCF | サバデル                     | クレウ・アルタ         | ジュアン・アルメット・ダ・カステイビ →パレ・ズレー・イ・ジューヌーイ            |
| セビージャCF                         | セビリア                     | ネルビオン             | パトリック・オコネル                                                            |
| バレンシアCF                         | バレンシア                   | メスタージャ           | エイドゥーアルドゥー・クーベイス                                                |

## シーズンの流れ

### 優勝争い
アトレティコ・デ・ビルバオが名門健在をアピールした昨季とは打って変わり、今季は内戦後の新たな波の代表格であるバレンシアCFとアトレティコ・アビアシオンが昨季の低迷から抜け出し、序盤から終盤まで一貫して優勝争いの先頭を走り続けた。

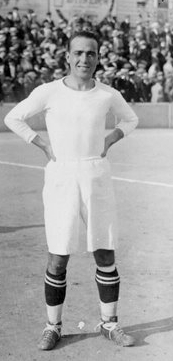
バレンシアCFを2度目の優勝に導いたエドゥアルド・クベルス監督。写真は現役時代の1920年のもの。

対抗馬としてはオコネル監督が2年目を迎え、優勝を狙える安定感・継続力を持ったチームへ脱皮を図っている途上のセビージャCF、昨季同様の守備力で負けないサッカーを展開するCDカステリョン、内戦前の攻撃力が新世代によって再生されたレアル・オビエドCF、などであった。しかし、いずれのチームもまだ総合力で優勝に手が届く段階に達してはいなかった。
バレンシアは第3節から5連勝を含む10戦無敗で首位を獲得。当時はCFバルセロナや王者ビルバオも好位置につけており、ビルバオはこの無敗を第13節で止めている。だが崩れないバレンシアはそこから5試合無敗を記録、取りこぼし続ける2位以下集団と差を広げていった。第18節でアビアシオンが直接対決で勝ち独走に待ったをかけるが、それでもなお勝ち点差は4。3位以下にとっては更に過酷な差だった。
第19節からの3連勝を経て、バレンシアは第23節で5位オビエドに敗北した。が、2位アビアシオンとの勝ち点差は5まで広がっていた。王手をかけたバレンシアは、2年前に初優勝を決めた約束の地・メスタージャに10位CDサバデルCFを迎え、これを2-1で下し2節を残して自力で優勝を決めた。
2位アビアシオンも含め、性能の違う新型航空機に誰もついていけなかった、そのようなバレンシア2度目の優勝だった。

### 残留争い
相手より多く決めて勝つRCセルタ・デ・ビーゴ、失点を抑える守備的なサッカーのRCデポルティーボ・デ・ラ・コルーニャ。このガリシア州の両雄は互いの良さを失い下位に沈んだ。まずセルタに関しては、自慢の攻撃力を支えた選手の移籍などで戦力ダウンし、得点がリーグワースト23・勝利数ワースト2勝では最下位降格も当然だった。自分たちのサッカーを失った後の「次の選択肢」が無いセルタは、第4節以降一度も最下位から抜け出せず、第22節で入れ替え戦出場も消え降格が決定した。
デポルもバリニョ監督の退任で得意の堅守型サッカーが失われ、失点数が64と急増。攻撃力も依然低いため、残留争いから逃れる術はなかった。開幕4連敗、第6節から4試合未勝利などで、セルタの悲惨さに比べればマシだったが入れ替え戦圏内へ定着した。
より困難な他チームに昇格組レアル・ソシエダがあった。コパ・デル・レイ準優勝2回の実績で初年度10チームに名を連ねた名門は、2年前と同様昇格後わずか1年で落ちた。開幕8試合未勝利の後、中盤戦から終盤にかけてはアビアシオン戦の金星、第17節から3連続ドローなど抵抗を示し、最低でも入れ替え戦圏内はキープしていたが、それも第20節までが限度だった。第21節に上位セビージャに0-4で大敗すると、6連敗で一気に13位へ突き落とされた。勝ち点2差の12位デポルとの対戦成績により、1節を残して13位での降格が決まった。

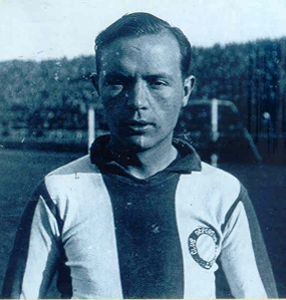
エスパニョールの共同監督に就任したピトゥス・プラット。1929年にはリーガ最初の得点者となり、今回はチームを自動降格の危機から救った。

同じく名門のRCDエスパニョールも昨年に引き続きシーズン途中の監督交代を余儀なくされた。連勝が1回も出来ず4試合・5試合未勝利を重ねたため、今季も入れ替え戦出場の11位-12位が常態化し、またRソシエダの破綻が始まるまで13位に落ちていた。これが彼らの今季最悪の時期だったが、しかし第22節に敵地ラス・コルツで宿敵バルサを3-1と下したことで、チームは覚醒した。
Rソシエダ・デポルと入れ代わり11位に浮上すると、今度はサリアで7-0とデポルを大破、当該対戦優位も確保した。続いて敵地で3位のセビージャに2-1で勝利し、自動残留圏の10位に到達。さらにホームへ戻ってグラナダを2-0で下し4連勝、入れ代わりにサバデルが11位に転落した。凄まじい回復力だったが、しかしエスパニョールは自動残留を確定できないまま最終節を迎えた。
第25節終了時点で、12位デポルは勝ち点19で12位・入れ替え戦行きが決定。勝ち点24で9位のグラナダ、勝ち点23で並ぶ10位エスパニョール・11位サバデルが最後の1枠を回避するための戦いに臨んだ。まずグラナダは昨年同様、既に目的を失ったセルタをホームに迎え5-2で大勝・自力で残留を決めた。そしてエスパニョールは敵地で2位アビアシオンと、サバデルも敵地で12位デポルと対戦した。
サバデルはシーズンを通して苦しんだが、監督交代後はアビアシオンに4-1で勝利、オビエドと3-3のドロー、5-1でビルバオに圧勝、そして第25節には同州の名門バルサを本拠地で3-2で下すなど、奇跡の予感をたぐり寄せていた。この最終節でも得点源デル・ピノが前半だけで2点を奪ってリードし、入れ替え戦に気持ちが向いているデポルを圧倒。エスパニョールも13分にジュンクサが先制点を決めるが、27分にアメストイに同点にされてしまう。
後半に入り54分、サバデルはデル・ピノがハットトリックを達成し勝ち点2上積みは決定的となった。対するエスパニョールは79分アレンシビア・81分タルタブルと連続失点し1-3とリードされた。88分にはデル・ピノが自身とチームの4点目を決め4-0と大量リード。そして両会場でカタルーニャ勢2クラブの争いの決着を告げる笛が鳴った。エスパニョールが11位で2年連続入れ替え戦出場、サバデルはビルバオも抜いて11位から9位に浮上し自動残留を決めた。

## 結果

### 順位表
| 順 | チーム                                   | 試 | 勝 | 分 | 敗 | 得 | 失 | 差  | 点 | 出場権または降格                          |
| -- | ---------------------------------------- | -- | -- | -- | -- | -- | -- | --- | -- | ----------------------------------------- |
| 1  | バレンシアCF (C)                         | 26 | 18 | 4  | 4  | 73 | 32 | +41 | 40 |                                           |
| 2  | クルブ・アトレティコ・アビシオン         | 26 | 15 | 4  | 7  | 66 | 49 | +17 | 34 |                                           |
| 3  | セビージャCF                             | 26 | 12 | 8  | 6  | 60 | 46 | +14 | 32 |                                           |
| 4  | レアル・オビエドCF                       | 26 | 12 | 5  | 9  | 71 | 47 | +24 | 29 |                                           |
| 5  | CDカステリョン                           | 26 | 13 | 3  | 10 | 42 | 36 | +6  | 29 |                                           |
| 6  | CFバルセロナ                             | 26 | 10 | 8  | 8  | 59 | 46 | +13 | 28 |                                           |
| 7  | レアル・マドリードCF                     | 26 | 11 | 6  | 9  | 48 | 38 | +10 | 28 |                                           |
| 8  | グラナダCF                               | 26 | 9  | 8  | 9  | 41 | 46 | −5  | 26 |                                           |
| 9  | CDサバデルCF                             | 26 | 11 | 3  | 12 | 53 | 60 | −7  | 25 |                                           |
| 10 | アトレティコ・デ・ビルバオ               | 26 | 10 | 5  | 11 | 47 | 51 | −4  | 25 |                                           |
| 11 | RCDエスパニョール (O)                    | 26 | 9  | 5  | 12 | 42 | 50 | −8  | 23 | 入れ替え戦に出場                          |
| 12 | RCデポルティーボ・デ・ラ・コルーニャ (O) | 26 | 6  | 7  | 13 | 35 | 64 | −29 | 19 | 入れ替え戦に出場                          |
| 13 | レアル・ソシエダ・デ・フトボル (R)       | 26 | 5  | 7  | 14 | 34 | 54 | −20 | 17 | セグンダ・ディビシオン1944-1945へ自動降格 |
| 14 | RCセルタ・デ・ビーゴ (R)                 | 26 | 2  | 5  | 19 | 23 | 75 | −52 | 9  | セグンダ・ディビシオン1944-1945へ自動降格 |

1. 1 2  レアル・オビエドCFはCDカステリョンに対し0-2、3-0の1勝1敗で当該対戦勝ち点が2-2の同点だが、当該対戦得失点差3-2で勝ったため順位が上になった。
2. 1 2  バルセロナCFはレアル・マドリードCFに対し当該対戦勝ち点・得失点差が並んだが、総得失点差で2ポイント勝っているため順位が上になった。
3. 1 2  CDサバデルCFはアトレティコ・デ・ビルバオに対し5-1、3-4の1勝1分けで当該対戦勝ち点が2-2の同点だが、当該対戦得失点差8-4で勝ったため順位が上になった。

### 勝敗表
| ホーム / アウェイ                      | ATB | AAV | BAR | CAS | CEL | DEP | ESP | GRA | RMA | OVI | RSO | SAB | SEV | VAL |
| -------------------------------------- | --- | --- | --- | --- | --- | --- | --- | --- | --- | --- | --- | --- | --- | --- |
| アトレティコ・ビルバオ                 | —   | 0–0 | 2–1 | 2–3 | 5–1 | 3–1 | 1–1 | 2–2 | 1–2 | 2–1 | 3–0 | 4–3 | 0–1 | 2–1 |
| クルブ・アトレティコ・アビアシオン     | 2–1 | —   | 2–1 | 2–0 | 7–0 | 4–2 | 3–1 | 0–0 | 3–1 | 1–2 | 6–2 | 4–3 | 2–2 | 4–2 |
| CFバルセロナ                           | 3–3 | 4–5 | —   | 1–0 | 3–0 | 3–3 | 1–3 | 7–2 | 1–2 | 3–1 | 2–0 | 5–0 | 1–1 | 1–1 |
| CDカステリョン                         | 5–0 | 3–2 | 3–0 | —   | 2–0 | 2–1 | 2–1 | 0–2 | 2–1 | 2–0 | 3–0 | 4–0 | 1–2 | 1–1 |
| RCセルタ・デ・ビーゴ                   | 3–2 | 1–2 | 2–2 | 2–2 | —   | 0–0 | 0–1 | 0–1 | 1–0 | 0–5 | 0–2 | 0–3 | 1–5 | 1–2 |
| RCデポルティーボ・デ・ラ・コルーニャRC | 1–0 | 2–4 | 1–4 | 3–2 | 3–2 | —   | 3–1 | 2–2 | 2–2 | 1–0 | 0–0 | 0–4 | 0–3 | 0–2 |
| RCDエスパニョール                      | 4–0 | 1–2 | 1–3 | 0–1 | 1–1 | 7–0 | —   | 2–0 | 1–1 | 2–0 | 2–2 | 5–1 | 3–2 | 0–3 |
| グラナダCF                             | 0–0 | 2–3 | 2–0 | 1–1 | 5–2 | 2–2 | 4–0 | —   | 2–2 | 5–2 | 1–0 | 2–1 | 2–1 | 1–3 |
| レアル・マドリードCF                   | 1–3 | 3–2 | 0–1 | 3–0 | 3–0 | 3–0 | 3–1 | 2–2 | —   | 2–1 | 4–1 | 4–1 | 3–5 | 1–1 |
| レアル・オビエドCF                     | 1–2 | 4–1 | 3–3 | 3–0 | 5–1 | 4–2 | 6–1 | 2–0 | 2–0 | —   | 3–3 | 9–2 | 5–1 | 2–1 |
| レアル・ソシエダ・デ・フトボル         | 1–4 | 2–0 | 1–1 | 2–3 | 1–1 | 2–3 | 6–1 | 3–0 | 2–1 | 2–2 | —   | 0–1 | 0–0 | 2–4 |
| CDサバデルCF                           | 5–1 | 4–1 | 3–2 | 1–0 | 4–0 | 3–1 | 0–0 | 2–0 | 1–3 | 3–3 | 2–0 | —   | 1–1 | 2–4 |
| セビージャCF                           | 3–0 | 4–2 | 2–2 | 4–0 | 4–3 | 2–2 | 1–2 | 4–1 | 1–1 | 2–2 | 4–0 | 5–2 | —   | 0–2 |
| バレンシアCF                           | 5–4 | 2–2 | 3–4 | 2–0 | 5–1 | 3–0 | 4–0 | 3–0 | 1–0 | 5–3 | 3–0 | 2–1 | 8–0 | —   |

### 自動昇格チーム
- レアル・ヒホンCF (セグンダ・ディビシオン1943-1944・1位) [51]
- クルブ・レアル・ムルシア (同・2位) [52]

## 入れ替え戦
プリメーラ・ディビシオン11位のRCDエスパニョールがセグンダ・ディビシオン1943-1944・4位のクルブ・デポルティーボ・アルコヤーノと中立地バルセロナで対戦した。
| 1944年4月16日 |

| RCDエスパニョール (11位) | 7 - 1 | CDアルコヤーノ (4位) |
|                          |       |                      |

| カンプ・ダ・ラス・コルツ |

- 勝ったRCDエスパニョールがプリメーラ・ディビシオン1944-1945に残留。敗れたCDアルコヤーノはセグンダ・ディビシオン1944-1945に残留。

プリメーラ・ディビシオン12位のCRデポルティーボ・デ・ラ・コルーニャがセグンダ・ディビシオン1943-1944・3位のクルブ・デポルティーボ・コンスタンシアと中立地マドリードで対戦した。
| 1944年4月16日 |

| CRデポルティーボ・デ・ラ・コルーニャ (12位) | 4 - 0 | CDコンスタンシア (3位) |
|                                             |       |                        |

| エスタディオ・チャマルティン |

- 勝ったCRデポルティーボ・デ・ラ・コルーニャがプリメーラ・ディビシオン1944-1945に残留。敗れたレアル・バリャドリード・デポルティーボはセグンダ・ディビシオン1944-1945に残留。

## 得点ランク・記録

### 得点ランキング
| 順位 | 得点者                       | 得点数 | 試合数 | 得点率 | チーム               |
| ---- | ---------------------------- | ------ | ------ | ------ | -------------------- |
| 1    | エドムンド・スアレス         | 27     |        |        | バレンシアCF         |
| 2    | エステバン・エチェバリア     | 25     |        |        | レアル・オビエドCF   |
| =    | マリアーノ・マルティン       | 24     |        |        | CFバルセロナ         |
| 4    | フアン・デル・ピノ・ディアス | 21     |        |        | CDサバデルCF         |
| 5    | サビノ・バリナガ             | 19     |        |        | レアル・マドリードCF |

### ハットトリック
| 選手名                                 | 所属チーム               | 達成試合                                                                     | 回数 |
| -------------------------------------- | ------------------------ | ---------------------------------------------------------------------------- | ---- |
| ギジェルモ・ゴロスティサ               | バレンシアCF             | 第1節・4-2Rソシエダ 第10節・5-3Rオビエド                                     | 2回  |
| エドムンド・スアレス                   | バレンシアCF             | 第22節・5-1セルタ 第26節・5-4ビルバオ                                        | 2回  |
| マルティン・ゴンサレス・リソ           | アトレティコ・アビシオン | 第1節・7-0セルタ                                                             | 1回  |
| パコ・カンポス                         | アトレティコ・アビシオン | 第10節・3-2グラナダ 第19節・4-2バレンシア                                    | 2回  |
| フアン・アルサ・イニゴ                 | セビージャCF             | 第1節・5-2サバデル                                                           | 1回  |
| ギジェルモ・カンパナル                 | セビージャCF             | 第2節・5-3Rマドリード                                                        | 1回  |
| ライムンド・ブランコ                   | セビージャCF             | 第25節・5-1セルタ                                                            | 1回  |
| エステバン・エチェバリア・オラバリエタ | レアル・オビエドCF       | 第4節・5-1エスパニョール 第7節・9-2サバデル 第13節・5-1セビージャ            | 3回  |
| アントニオ・サンチェス・バルデス       | レアル・オビエドCF       | 第7節・9-2サバデル                                                           | 1回  |
| マリアーノ・マルティン                 | CFバルセロナ             | 第2節・4-3バレンシア 第4節・3-3デポル 第6節・7-2グラナダ 第12節・5-0サバデル | 4回  |
| セサール・ロドリゲス                   | CFバルセロナ             | 第20節・4-5アビアシオン                                                      | 1回  |
| サビノ・バリナガ                       | レアル・マドリードCF     | 第2節・3-5セビージャ 第9節・3-1サバデル                                      | 2回  |
| ルイス・サフン・バディア               | グラナダCF               | 第26節・5-2セルタ                                                            | 1回  |
| フアン・デル・ピノ・ディアス           | CDサバデルCF             | 第23節・5-1ビルバオ 第26節・4-0デポル                                        | 2回  |
| ホセ・ルイス・ドゥケ・ゴンサレス       | アトレティコ・ビルバオ   | 第2節・3-1デポル 第26節・4-5バレンシア                                       | 2回  |
| フアン・ビダル・プラデス               | RCDエスパニョール        | 第11節・3-2セビージャ                                                        | 1回  |
| ガブリエル・ホルヘ・ソサ               | RCDエスパニョール        | 第23節・7-0デポル                                                            | 1回  |

### 最少失点ゴールキーパー
| 選手                     | 所属         | 試合数 | 失点数 | 失点率 |
| ------------------------ | ------------ | ------ | ------ | ------ |
| イグナシオ・エイサギーレ | バレンシアCF | 26     | 32     | 1,231  |

## できごと
- テルセーラ・ディビシオンが2年ぶりに復活。ディビシオネス・レヒオナレスは再び4部相当のカテゴリーとなった。
- ジュアン・ズレー監督は成績不振でエスパニョールに途中解任されたが、そのすぐ後にサバデルの監督に就任しエスパニョールとの自動残留争いを制した。